# Cabut ros
El cabut ros (Capito brunneipectus) és una espècie d'ocell de la família dels capitònids (Capitonidae) que habita cap al nord del Brasil central, al sud de l'Amazones.

## Taxonomia i sistemàtica
En un temps, el barbet de pit marró, el Cabut tacat (Capito niger) i el Cabut daurat (Capito auratus) es consideraven coespecífics però des de finals del segle XX s'han acceptat com a espècies individuals que són els parents més propers entre si.
El barbet de pit marró és monotípic.

## Descripció
El barbet de pit marró fa aproximadament 18 cm de llarg; el mascle pesa aproximadament 58 g. La corona del mascle és daurada apagada amb una àmplia taca negra a través de l'ull per sota. El seu dors és negre amb ratlles grogues. La gola és de color blanc groguenc; a sota hi ha una cinta de canyella i un ventre groc a oliva, tots dos amb lleugeres vetes. La femella és semblant però més apagada i té marques més groguenques a les ales i la seva gola és canyella amb taques negres.

## Distribució i hàbitat
El barbet de pit marró es troba al sud del Riu Amazones entre el Riu Madeira a l'oest i el Riu Tapajós a l'est. Es desconeix el límit sud de la seva distribució. Habita a la copa del bosc humit.